# Danh sách giải thưởng và đề cử của Phi công siêu đẳng Maverick
Phi công siêu đẳng Maverick (tựa gốc tiếng Anh: Top Gun: Maverick) là một bộ phim chính kịch hành động của Hoa Kỳ được phát hành vào năm 2022. Bộ phim được đạo diễn bởi Joseph Kosinski, biên kịch bởi Ehren Kruger, Eric Warren Singer, Christopher McQuarrie, và cốt truyện được xây dựng bởi Peter Craig và Justin Marks. Là phần tiếp theo của bộ phim Top Gun được phát hành vào năm 1986, tác phẩm có sự tham gia của Tom Cruise trong vai Đại tá Pete "Maverick" Mitchell cùng với các diễn viên khác như Val Kilmer, Miles Teller, Jennifer Connelly, Jon Hamm, Glen Powell, Lewis Pullman và Ed Harris. Trong phim, Đại tá Pete "Maverick" Mitchell (Tom Cruise) đối mặt với quá khứ của mình trong khi huấn luyện một nhóm phi công trẻ đã tốt nghiệp Chương trình Trợ giáo Chiến thuật cho Chiến đấu cơ Hải quân Hoa Kỳ (Top Gun), bao gồm cả con trai của người bạn thân đã qua đời của anh, cho một nhiệm vụ nguy hiểm.
Phi công siêu đẳng Maverick được công chiếu lần đầu tại CinemaCon vào ngày 28 tháng 4 năm 2022 và được phát hành tại rạp ở Hoa Kỳ vào ngày 27 tháng 5 năm 2022. Bộ phim được sản xuất với kinh phí 170–177 triệu USD và đã thu về 1,493 tỷ USD tiền doanh thu phòng vé. Bộ phim đã trở thành phim có doanh thu cao thứ hai trong năm 2022 và là bộ phim có doanh thu cao nhất trong sự nghiệp của Tom Cruise. Trên trang web tổng hợp kết quả đánh giá Rotten Tomatoes, bộ phim nhận được 96% lượng đồng thuận dựa trên 450 đánh giá.
Phi công siêu đẳng Maverick đã giành được nhiều giải thưởng và đề cử ở nhiều hạng mục khác nhau với sự công nhận đặc biệt cho diễn xuất của Tom Cruise cũng như hiệu ứng âm thanh, hiệu ứng hình ảnh, quay và dựng phim. Bộ phim đã nhận được sáu đề cử tại Lễ trao giải Oscar lần thứ 95, bao gồm các hạng mục Phim xuất sắc nhất và đã giành chiến thắng tại hạng mục Hòa âm xuất sắc nhất. Tại lễ trao giải Giải BAFTA lần thứ 76 bộ phim đã được đề cử tại các hạng mục như Kỹ thuật điện ảnh xuất sắc nhất, Dựng phim xuất sắc nhất, Âm thanh xuất sắc nhất và Hiệu ứng hình ảnh đặc biệt xuất sắc nhất. Tại Giải Critics' Choice lần thứ 28, bộ phim đã nhận được sáu đề cử và chiến thắng ở hạng mục Kỹ thuật điện ảnh xuất sắc nhất. Bộ phim đã giành được hai đề cử tại lễ trao Giải Quả cầu vàng lần thứ 80. Ngoài hai chiến thắng tại Giải thưởng của Ủy ban Quốc gia về phê bình điện ảnh, Phi công siêu đẳng Maverick còn được Viện phim Mỹ vinh danh là một trong mười bộ phim hay nhất năm 2022.

## Giải thưởng
| Giải thưởng                                                | Ngày trao giải                       | Hạng mục                                                                                        | Người/tác phẩm chiến thắng/đề | Kết quả   | Tham khảo       |
| ---------------------------------------------------------- | ------------------------------------ | ----------------------------------------------------------------------------------------------- | --- | --------- | --------------- |
| Giải thưởng Quốc tế AACTA                                  | 24 tháng 2 năm 2023                  | Phim xuất sắc nhất                                                                              | Phi công siêu đẳng Maverick | Đề cử     | [ 12 ] [ 13 ]   |
| Giải thưởng Phim AARP dành cho người lớn                   | 28 tháng 1 năm 2023                  | Phim xuất sắc nhất dành cho người lớn                                                           | Phi công siêu đẳng Maverick | Đoạt giải | [ 14 ] [ 15 ]   |
| Giải thưởng Phim AARP dành cho người lớn                   | 28 tháng 1 năm 2023                  | Diễn viên xuất sắc nhất                                                                         | Tom Cruise | Đề cử     | [ 14 ] [ 15 ]   |
| Giải thưởng Viện Hàn lâm                                   | 12 tháng 3 năm 2023                  | Phim xuất sắc nhất                                                                              | Tom Cruise, Christopher McQuarrie, David Ellison và Jerry Bruckheimer | Đề cử     | [ 16 ]          |
| Giải thưởng Viện Hàn lâm                                   | Kịch bản chuyển thể xuất sắc nhất    | Ehren Kruger, Eric Warren Singer, Christopher McQuarrie, Peter Craig và Justin Marks            | Đề cử |           | [ 16 ]          |
| Giải thưởng Viện Hàn lâm                                   | Ca khúc gốc trong phim xuất sắc nhất | Lady Gaga và BloodPop cho "Hold My Hand"                                                        | Đề cử |           | [ 16 ]          |
| Giải thưởng Viện Hàn lâm                                   | Hòa âm xuất sắc nhất                 | Mark Weingarten, James H. Mather, Al Nelson, Chris Burdon và Mark Taylor                        | Đoạt giải |           | [ 16 ]          |
| Giải thưởng Viện Hàn lâm                                   | Dựng phim xuất sắc nhất              | Eddie Hamilton                                                                                  | Đề cử |           | [ 16 ]          |
| Giải thưởng Viện Hàn lâm                                   | Hiệu ứng hình ảnh xuất sắc nhất      | Ryan Tudhope, Seth Hill, Bryan Litson và Scott R. Fisher                                        | Đề cử |           | [ 16 ]          |
| Giải thưởng Liên minh các nữ nhà báo hoạt động về điện ảnh | 5 tháng 1 năm 2023                   | Quay phim xuất sắc nhất                                                                         | Claudio Miranda | Đoạt giải | [ 17 ] [ 18 ]   |
| Giải thưởng Liên minh các nữ nhà báo hoạt động về điện ảnh | 5 tháng 1 năm 2023                   | Dựng phim xuất sắc nhất                                                                         | Eddie Hamilton | Đề cử     | [ 17 ] [ 18 ]   |
| Giải thưởng Các nhà biên tập điện ảnh Hoa Kỳ               | 5 tháng 3 năm 2023                   | Phim truyện - Chính kịch được biên tập hay nhất                                                 | Eddie Hamilton | Đoạt giải | [ 19 ]          |
| Giải thưởng Viện phim Mỹ                                   | 9 tháng 12 năm 2022                  | Top 10 Phim của năm                                                                             | Phi công siêu đẳng Maverick | Đoạt giải | [ 20 ]          |
| Giải thưởng Âm nhạc Mỹ                                     | 20 tháng 11 năm 2022                 | Nhạc phim hàng đầu                                                                              | Top Gun: Maverick | Đề cử     | [ 21 ]          |
| Giải thưởng Hiệp hội các nhà quay phim Hoa Kỳ              | 5 tháng 3 năm 2023                   | Thành tựu nổi bật về kỹ thuật quay phim trong các tác phẩm sân khấu                             | Claudio Miranda | Đề cử     | [ 22 ]          |
| Giải thưởng Hiệp hội Giám đốc Nghệ thuật                   | 18 tháng 2 năm 2023                  | Xuất sắc trong việc thiết kế sản xuất cho một bộ phim đương đại                                 | Jeremy Hindle | Đề cử     | [ 23 ]          |
| Giải thưởng Artios                                         | 9 tháng 3 năm 2023                   | Giải thưởng Zeitgeist                                                                           | Denise Chamian và Jordana Sapiurka | Đề cử     | [ 24 ]          |
| Giải thưởng Hiệp hội phê bình phim Austin                  | 10 tháng 1 năm 2023                  | Phim xuất sắc nhất                                                                              | Phi công siêu đẳng Maverick | Đề cử     | [ 25 ] [ 26 ]   |
| Giải thưởng Hiệp hội phê bình phim Austin                  | 10 tháng 1 năm 2023                  | Diễn viên xuất sắc nhất                                                                         | Tom Cruise | Đề cử     | [ 25 ] [ 26 ]   |
| Giải thưởng Hiệp hội phê bình phim Austin                  | 10 tháng 1 năm 2023                  | Quay phim xuất sắc nhất                                                                         | Claudio Miranda | Đề cử     | [ 25 ] [ 26 ]   |
| Giải thưởng Hiệp hội phê bình phim Austin                  | 10 tháng 1 năm 2023                  | Biên tập phim xuất sắc nhất                                                                     | Eddie Hamilton | Đề cử     | [ 25 ] [ 26 ]   |
| Giải thưởng Hiệp hội phê bình phim Austin                  | 10 tháng 1 năm 2023                  | Best Stunt Coordinator                                                                          | Kevin LaRosa Jr. và Casey O'Neill | Đề cử     | [ 25 ] [ 26 ]   |
| Giải thưởng Hiệp hội phê bình phim Austin                  | 10 tháng 1 năm 2023                  | Giải thưởng danh dự đặc biệt                                                                    | Glen Powell | Đoạt giải | [ 25 ] [ 26 ]   |
| Giải thưởng của Hiệp hội phê bình phim Úc                  | 10 tháng 3 năm 2023                  | Phim quốc tế xuất sắc nhất (Tiếng Anh)                                                          | Phi công siêu đẳng Maverick | Đề cử     | [ 27 ]          |
| Giải thưởng Âm nhạc Billboard                              | 19 tháng 11 năm 2023                 | Nhạc phim hàng đầu                                                                              | Top Gun: Maverick | Đề cử     | [ 28 ]          |
| Giải thưởng Điện ảnh Viện Hàn lâm Anh quốc                 | 19 tháng 2 năm 2023                  | Quay phim xuất sắc nhất                                                                         | Claudio Miranda | Đề cử     | [ 29 ]          |
| Giải thưởng Điện ảnh Viện Hàn lâm Anh quốc                 | 19 tháng 2 năm 2023                  | Dựng phim xuất sắc nhất                                                                         | Eddie Hamilton | Đề cử     | [ 29 ]          |
| Giải thưởng Điện ảnh Viện Hàn lâm Anh quốc                 | 19 tháng 2 năm 2023                  | Âm thanh xuất sắc nhất                                                                          | Chris Burdon, James H. Mather, Al Nelson, Mark Taylor và Mark Weingarten | Đề cử     | [ 29 ]          |
| Giải thưởng Điện ảnh Viện Hàn lâm Anh quốc                 | 19 tháng 2 năm 2023                  | Hiệu ứng hình ảnh đặc biệt xuất sắc nhất                                                        | Seth Hill, Scott R. Fisher, Bryan Litson và Ryan Tudhope | Đề cử     | [ 29 ]          |
| Giải thưởng của Ủy ban Điện ảnh California                 | 14 tháng 11 năm 2021                 | Phụ trách trường quay của năm – Studio                                                          | Mike Fantasia | Đoạt giải | [ 30 ]          |
| Giải thưởng của Ủy ban Điện ảnh California                 | 4 tháng 12 năm 2022                  | Phụ trách trường quay của năm – Video âm nhạc                                                   | Mark Zekanis cho "Hold My Hand" | Đoạt giải | [ 31 ]          |
| Camerimage Awards                                          | 19 tháng 11 năm 2022                 | Cuộc thi chính (Ếch vàng)                                                                       | Claudio Miranda | Đề cử     | [ 32 ] [ 33 ]   |
| Camerimage Awards                                          | 19 tháng 11 năm 2022                 | Giải Liên hoan phim Camerimage cho Đạo diễn xuất sắc nhất                                       | Claudio Miranda và Joseph Kosinski | Đoạt giải | [ 32 ] [ 33 ]   |
| Giải thưởng của Liên hoan phim quốc tế Capri Hollywood     | 4 tháng 1 năm 2023                   | Quay phim xuất sắc nhất                                                                         | Claudio Miranda | Đoạt giải | [ 34 ] [ 35 ]   |
| Giải thưởng của Liên hoan phim quốc tế Capri Hollywood     | 4 tháng 1 năm 2023                   | Dựng phim xuất sắc nhất                                                                         | Eddie Hamilton | Đoạt giải | [ 34 ] [ 35 ]   |
| Giải thưởng của Liên hoan phim quốc tế Capri Hollywood     | 4 tháng 1 năm 2023                   | Hiệu ứng hình ảnh xuất sắc nhất                                                                 | Phi công siêu đẳng Maverick | Đoạt giải | [ 34 ] [ 35 ]   |
| Giải thưởng Hiệp hội phê bình phim Chicago                 | 14 tháng 12 năm 2022                 | Quay phim xuất sắc nhất                                                                         | Claudio Miranda | Đề cử     | [ 36 ] [ 37 ]   |
| Giải thưởng Hiệp hội phê bình phim Chicago                 | 14 tháng 12 năm 2022                 | Sử dụng hiệu ứng hình ảnh xuất sắc nhất                                                         | Phi công siêu đẳng Maverick | Đề cử     | [ 36 ] [ 37 ]   |
| Giải thưởng Hiệp hội Âm thanh Điện ảnh                     | 4 tháng 3 năm 2023                   | Thành tích nổi bật trong việc hòa trộn âm thanh cho Phim điện ảnh – Người đóng                  | Mark Weingarten, Chris Burdon, Mark Taylor, Al Clay, Stephen Lipson và Blake Collins | Đoạt giải | [ 38 ]          |
| Costume Designers Guild Awards                             | 27 tháng 2 năm 2023                  | Excellence in Contemporary Film                                                                 | Marlene Stewart | Đề cử     | [ 39 ]          |
| Giải Lựa chọn của Giới phê bình Điện ảnh                   | 15 tháng 1 năm 2023                  | Phim hay nhất                                                                                   | Phi công siêu đẳng Maverick | Đề cử     | [ 40 ]          |
| Giải Lựa chọn của Giới phê bình Điện ảnh                   | 15 tháng 1 năm 2023                  | Nam diễn viên chính xuất sắc nhất                                                               | Tom Cruise | Đề cử     | [ 40 ]          |
| Giải Lựa chọn của Giới phê bình Điện ảnh                   | 15 tháng 1 năm 2023                  | Quay phim xuất sắc nhất                                                                         | Claudio Miranda | Đoạt giải | [ 40 ]          |
| Giải Lựa chọn của Giới phê bình Điện ảnh                   | 15 tháng 1 năm 2023                  | Dựng phim xuất sắc nhất                                                                         | Eddie Hamilton | Đề cử     | [ 40 ]          |
| Giải Lựa chọn của Giới phê bình Điện ảnh                   | 15 tháng 1 năm 2023                  | Ca khúc trong phim hay nhất                                                                     | "Hold My Hand" | Đề cử     | [ 40 ]          |
| Giải Lựa chọn của Giới phê bình Điện ảnh                   | 15 tháng 1 năm 2023                  | Hiệu ứng hình ảnh xuất sắc nhất                                                                 | Phi công siêu đẳng Maverick | Đề cử     | [ 40 ]          |
| Critics' Choice Super Awards                               | 16 tháng 3 năm 2023                  | Phim hành động hay nhất                                                                         | Phi công siêu đẳng Maverick | Đoạt giải | [ 41 ]          |
| Critics' Choice Super Awards                               | 16 tháng 3 năm 2023                  | Nam diễn viên phim hành động xuất sắc nhất                                                      | Tom Cruise | Đoạt giải | [ 41 ]          |
| Critics' Choice Super Awards                               | 16 tháng 3 năm 2023                  | Nữ diễn viên phim hành động xuất sắc nhất                                                       | Jennifer Connelly | Đề cử     | [ 41 ]          |
| Giải thưởng của Hiệp hội phê bình phim Dallas–Fort Worth   | 19 tháng 12 năm 2022                 | 10 phim hay nhất                                                                                | Phi công siêu đẳng Maverick | Hạng 5    | [ 42 ]          |
| Giải thưởng của Hiệp hội phê bình phim Dallas–Fort Worth   | 19 tháng 12 năm 2022                 | Nam diễn viên chính xuất sắc nhất                                                               | Tom Cruise | Đề cử     | [ 42 ]          |
| Giải thưởng của Hiệp hội phê bình phim Dallas–Fort Worth   | 19 tháng 12 năm 2022                 | Quay phim xuất sắc nhất                                                                         | Claudio Miranda | Á quân    | [ 42 ]          |
| Giải thưởng của Hiệp hội Đạo diễn Hoa Kỳ                   | 18 tháng 2 năm 2023                  | Đạo diễn xuất sắc – Phim truyện                                                                 | Joseph Kosinski | Đề cử     | [ 43 ]          |
| Giải thưởng của Hội phê bình phim Dublin                   | 15 tháng 12 năm 2022                 | Quay phim xuất sắc nhất                                                                         | Claudio Miranda | Đoạt giải | [ 44 ]          |
| Giải thưởng của Hiệp hội phê bình phim Florida             | 22 tháng 12 năm 2022                 | Quay phim xuất sắc nhất                                                                         | Claudio Miranda | Á quân    | [ 45 ] [ 46 ]   |
| Giải thưởng của Hiệp hội phê bình phim Florida             | 22 tháng 12 năm 2022                 | Hiệu ứng hình ảnh xuất sắc nhất                                                                 | Phi công siêu đẳng Maverick | Đề cử     | [ 45 ] [ 46 ]   |
| Giải thưởng của Hiệp hội phê bình phim Georgia             | 13 tháng 1 năm 2023                  | Phim xuất sắc nhất                                                                              | Phi công siêu đẳng Maverick | Á quân    | [ 47 ] [ 48 ]   |
| Giải thưởng của Hiệp hội phê bình phim Georgia             | 13 tháng 1 năm 2023                  | Quay phim xuất sắc nhất                                                                         | Claudio Miranda | Đoạt giải | [ 47 ] [ 48 ]   |
| Giải thưởng của Hiệp hội phê bình phim Georgia             | 13 tháng 1 năm 2023                  | Ca khúc gốc trong phim xuất sắc nhất                                                            | Lady Gaga, BloodPop, và Benjamin Rice cho "Hold My Hand" | Đoạt giải | [ 47 ] [ 48 ]   |
| Giải Quả cầu vàng                                          | 10 tháng 1 năm 2023                  | Phim chính kịch hay nhất                                                                        | Phi công siêu đẳng Maverick | Đề cử     | [ 49 ]          |
| Giải Quả cầu vàng                                          | 10 tháng 1 năm 2023                  | Ca khúc gốc trong phim xuất sắc nhất                                                            | Lady Gaga, BloodPop, và Benjamin Rice cho "Hold My Hand" | Đề cử     | [ 49 ]          |
| Giải thưởng Golden Reel                                    | 26 tháng 2 năm 2023                  | Thành tựu nổi bật trong lĩnh vực Biên tập âm thanh – Lời thoại và ADR cho Phim truyện           | Bjørn Ole Schroeder, James Mather, Al Nelson, Chris Gridley, Simon Chase, Matthew Hartman, Michael Maroussas và Gwendolyn Yates Whittle | Đề cử     | [ 50 ] [ 51 ]   |
| Giải thưởng Golden Reel                                    | 26 tháng 2 năm 2023                  | Thành tựu nổi bật trong lĩnh vực Biên tập âm thanh – Hiệu ứng âm thanh và Foley cho Phim truyện | Al Nelson, James Mather, Bjørn Ole Schroeder, Christopher Boyes, Jed Loughran, Benjamin A. Burtt, Scott Guitteau, Rowan Watson, Qianbaihui Yang, Luke Dunn Gielmuda, Dmitri Makarov, David Mackie, Jana Vance, Ronni Brown, John Roesch và Shelley Roden | Đoạt giải | [ 50 ] [ 51 ]   |
| Giải thưởng Golden Trailer                                 | 22 tháng 7 năm 2021                  | Trailer phim bom tấn mùa hè 2021 hay nhất                                                       | "Elite" (MOCEAN) | Đề cử     | [ 52 ]          |
| Giải thưởng Golden Trailer                                 | 22 tháng 7 năm 2021                  | Đoạn giới thiệu hay nhất                                                                        | "Service" (AV Squad) | Đề cử     | [ 52 ]          |
| Giải thưởng Golden Trailer                                 | 22 tháng 7 năm 2021                  | Phim truyền hình hành động hay nhất                                                             | "End Super Bowl" (AV Squad) | Đoạt giải | [ 52 ]          |
| Giải thưởng Golden Trailer                                 | 6 tháng 10 năm 2022                  | Best In Show                                                                                    | "Back" (AV Squad) | Đoạt giải | [ 53 ] [ 54 ]   |
| Giải thưởng Golden Trailer                                 | 6 tháng 10 năm 2022                  | Loạt hành động hay nhất                                                                         | "Back" (AV Squad) | Đoạt giải | [ 53 ] [ 54 ]   |
| Giải thưởng Golden Trailer                                 | 6 tháng 10 năm 2022                  | Trailer phim bom tấn mùa hè 2022 hay nhất                                                       | "Back" (AV Squad) | Đoạt giải | [ 53 ] [ 54 ]   |
| Giải thưởng Golden Trailer                                 | 6 tháng 10 năm 2022                  | TrailerByte hành động/kinh dị hay nhất cho phim truyện                                          | "Aviator" (Create Advertising Group) | Đoạt giải | [ 53 ] [ 54 ]   |
| Giải thưởng Golden Trailer                                 | 6 tháng 10 năm 2022                  | BTS/EPK hay nhất cho phim truyện (Hơn 2 phút)                                                   | "Ground to Air" (Jamestown Productions) | Đề cử     | [ 53 ] [ 54 ]   |
| Giải thưởng Golden Trailer                                 | 29 tháng 6 năm 2023                  | Best Digital – Action                                                                           | "Aviation Day" (Paradise Creative) | Đoạt giải | [ 55 ] [ 56 ]   |
| Giải thưởng Golden Trailer                                 | 29 tháng 6 năm 2023                  | BTS/EPK hay nhất cho phim truyện (Dưới 2 phút)                                                  | "Aviation Day" (Paradise Creative) | Đề cử     | [ 55 ] [ 56 ]   |
| Giải Grammy                                                | 5 tháng 2 năm 2023                   | Tác phẩm âm nhạc biên soạn xuất sắc nhất cho phim ảnh                                           | Harold Faltermeyer, Lady Gaga, Hans Zimmer và Lorne Balfe cho Top Gun: Maverick | Đề cử     | [ 57 ]          |
| Giải Grammy                                                | 5 tháng 2 năm 2023                   | Ca khúc nhạc phim hay nhất                                                                      | BloodPop và Lady Gaga cho "Hold My Hand" | Đề cử     | [ 57 ]          |
| Giải thưởng của Hiệp hội Giám sát Âm nhạc                  | 5 tháng 3 năm 2023                   | Bài hát hay nhất được sáng tác và/hoặc thu âm cho một bộ phim                                   | Lady Gaga, BloodPop và Randy Spendlove cho "Hold My Hand" | Đề cử     | [ 58 ]          |
| Hollywood Critics Association Awards                       | 24 tháng 2 năm 2023                  | Phim xuất sắc nhất                                                                              | Phi công siêu đẳng Maverick | Đề cử     | [ 59 ] [ 60 ]   |
| Hollywood Critics Association Awards                       | 24 tháng 2 năm 2023                  | Nam diễn viên xuất sắc nhất                                                                     | Tom Cruise | Đề cử     | [ 59 ] [ 60 ]   |
| Hollywood Critics Association Awards                       | 24 tháng 2 năm 2023                  | Phim hành động hay nhất                                                                         | Phi công siêu đẳng Maverick | Đề cử     | [ 59 ] [ 60 ]   |
| Hollywood Critics Association Creative Arts Awards         | 24 tháng 2 năm 2023                  | Quay phim xuất sắc nhất                                                                         | Claudio Miranda | Đoạt giải | [ 59 ] [ 60 ]   |
| Hollywood Critics Association Creative Arts Awards         | 24 tháng 2 năm 2023                  | Dựng phim xuất sắc nhất                                                                         | Eddie Hamilton | Đề cử     | [ 59 ] [ 60 ]   |
| Hollywood Critics Association Creative Arts Awards         | 24 tháng 2 năm 2023                  | Chiến dịch tiếp thị tốt nhất                                                                    | Phi công siêu đẳng Maverick | Đề cử     | [ 59 ] [ 60 ]   |
| Hollywood Critics Association Creative Arts Awards         | 24 tháng 2 năm 2023                  | Ca khúc gốc trong phim xuất sắc nhất                                                            | Lady Gaga cho "Hold My Hand" | Đề cử     | [ 59 ] [ 60 ]   |
| Hollywood Critics Association Creative Arts Awards         | 24 tháng 2 năm 2023                  | Âm thanh hay nhất                                                                               | Mark Weingarten, James H. Mather, Al Nelson, Chris Burdon, and Mark Taylor | Đoạt giải | [ 59 ] [ 60 ]   |
| Hollywood Critics Association Creative Arts Awards         | 24 tháng 2 năm 2023                  | Những pha nguy hiểm hay nhất                                                                    | Phi công siêu đẳng Maverick | Đề cử     | [ 59 ] [ 60 ]   |
| Hollywood Critics Association Creative Arts Awards         | 24 tháng 2 năm 2023                  | Hiệu ứng hình ảnh xuất sắc nhất                                                                 | Ryan Tudhope, Scott R. Fisher, Seth Hill, and Bryan Litson | Đề cử     | [ 59 ] [ 60 ]   |
| Hollywood Critics Association Midseason Film Awards        | 1 tháng 7 năm 2022                   | Phim xuất sắc nhất                                                                              | Phi công siêu đẳng Maverick | Đề cử     | [ 61 ] [ 62 ]   |
| Hollywood Critics Association Midseason Film Awards        | 1 tháng 7 năm 2022                   | Đạo diễn xuất sắc nhất                                                                          | Joseph Kosinski | Á quân    | [ 61 ] [ 62 ]   |
| Hollywood Critics Association Midseason Film Awards        | 1 tháng 7 năm 2022                   | Nam diễn viên xuất sắc nhất                                                                     | Tom Cruise | Á quân    | [ 61 ] [ 62 ]   |
| Hollywood Critics Association Midseason Film Awards        | 1 tháng 7 năm 2022                   | Nam diễn viên phụ xuất sắc nhất                                                                 | Miles Teller | Đề cử     | [ 61 ] [ 62 ]   |
| Giải Hollywood Music in Media                              | 16 tháng 11 năm 2022                 | Bài hát gốc hay nhất – Phim truyện                                                              | Lady Gaga và BloodPop cho "Hold My Hand" | Đề cử     | [ 63 ]          |
| Giải Hollywood Music in Media                              | 16 tháng 11 năm 2022                 | Album nhạc phim hay nhất                                                                        | Lady Gaga, OneRepublic, Harold Faltermeyer, Lorne Balfe, Hans Zimmer, Kenny Loggins và Miles Teller cho Top Gun: Maverick | Đề cử     | [ 63 ]          |
| Hollywood Professional Association Awards                  | 17 tháng 11 năm 2022                 | Outstanding Color Grading – Phim truyện                                                         | Stefan Sonnenfeld and Adam Nazarenko | Đề cử     | [ 64 ]          |
| Hollywood Professional Association Awards                  | 17 tháng 11 năm 2022                 | Biên tập xuất sắc - Phim truyện                                                                 | Eddie Hamilton | Đề cử     | [ 64 ]          |
| Giải thưởng của Hiệp hội phê bình phim Houston             | 18 tháng 2 năm 2023                  | Phim xuất sắc nhất                                                                              | Phi công siêu đẳng Maverick | Đề cử     | [ 65 ] [ 66 ]   |
| Giải thưởng của Hiệp hội phê bình phim Houston             | 18 tháng 2 năm 2023                  | Nam diễn viên xuất sắc nhất                                                                     | Tom Cruise | Đề cử     | [ 65 ] [ 66 ]   |
| Giải thưởng của Hiệp hội phê bình phim Houston             | 18 tháng 2 năm 2023                  | Ca khúc gốc trong phim xuất sắc nhất                                                            | "Hold My Hand" | Đề cử     | [ 65 ] [ 66 ]   |
| Giải thưởng của Hiệp hội phê bình phim Houston             | 18 tháng 2 năm 2023                  | Quay phim xuất sắc nhất                                                                         | Claudio Miranda | Đoạt giải | [ 65 ] [ 66 ]   |
| Giải thưởng của Hiệp hội phê bình phim Houston             | 18 tháng 2 năm 2023                  | Hiệu ứng hình ảnh xuất sắc nhất                                                                 | Phi công siêu đẳng Maverick | Đề cử     | [ 65 ] [ 66 ]   |
| Giải thưởng của Hiệp hội phê bình phim Houston             | 18 tháng 2 năm 2023                  | Đội điều phối đóng thế xuất sắc nhất                                                            | Phi công siêu đẳng Maverick | Đề cử     | [ 65 ] [ 66 ]   |
| ICG Publicists Awards                                      | 10 tháng 3 năm 2023                  | Giải thưởng Điện ảnh Nghệ thuật trình diễn của nhà xuất bản Maxwell Weinberg                    | Phi công siêu đẳng Maverick | Đoạt giải | [ 67 ]          |
| Giải thưởng Điện ảnh và Truyền hình Ireland                | 7 tháng 5 năm 2023                   | Bộ phim quốc tế xuất sắc nhất                                                                   | Phi công siêu đẳng Maverick | Đề cử     | [ 68 ] [ 69 ]   |
| Giải thưởng Điện ảnh và Truyền hình Ireland                | 7 tháng 5 năm 2023                   | Nam diễn viên quốc tế xuất sắc nhất                                                             | Tom Cruise | Đề cử     | [ 68 ] [ 69 ]   |
| Giải Viện Hàn lâm Nhật Bản                                 | 10 tháng 3 năm 2023                  | Phim nói tiếng nước ngoài xuất sắc nhất                                                         | Phi công siêu đẳng Maverick | Đoạt giải | [ 70 ]          |
| Japan Gold Disc Award                                      | 9 tháng 3 năm 2023                   | Album nhạc phim của năm                                                                         | Top Gun: Maverick | Đoạt giải | [ 71 ]          |
| Japan Gold Disc Award                                      | 9 tháng 3 năm 2023                   | Bài hát của năm theo lượt tải xuống (Western)                                                   | "Hold My Hand" | Đoạt giải | [ 71 ]          |
| Location Managers Guild Awards                             | 27 tháng 8 năm 2022                  | Outstanding Locations in a Contemporary Film                                                    | Phi công siêu đẳng Maverick | Đề cử     | [ 72 ]          |
| Giải thưởng của Hiệp hội phê bình phim London              | 5 tháng 2 năm 2023                   | Phim của năm                                                                                    | Phi công siêu đẳng Maverick | Đề cử     | [ 73 ] [ 74 ]   |
| Giải thưởng Lumiere                                        | 10 tháng 2 năm 2023                  | Ca khúc gốc trong phim xuất sắc nhất                                                            | "Hold My Hand" | Đoạt giải | [ 75 ]          |
| Giải thưởng Lumiere                                        | 10 tháng 2 năm 2023                  | Cảnh quay hay nhất trong phim truyện                                                            | Phi công siêu đẳng Maverick | Đoạt giải | [ 75 ]          |
| Movieguide Awards                                          | 26 tháng 2 năm 2023                  | Phim hay nhất dành cho khán giả trưởng thành                                                    | Phi công siêu đẳng Maverick | Đề cử     | [ 76 ]          |
| Movieguide Awards                                          | 26 tháng 2 năm 2023                  | Giải thưởng Niềm tin và Tự do (Phim)                                                            | Phi công siêu đẳng Maverick | Đề cử     | [ 76 ]          |
| Giải Điện ảnh và Truyền hình của MTV                       | 7 tháng 5 năm 2023                   | Phim của năm                                                                                    | Phi công siêu đẳng Maverick | Đề cử     | [ 77 ]          |
| Giải Điện ảnh và Truyền hình của MTV                       | 7 tháng 5 năm 2023                   | Nam diễn viên chính xuất sắc nhất trong một bộ phim                                             | Tom Cruise | Đoạt giải | [ 77 ]          |
| Giải Điện ảnh và Truyền hình của MTV                       | 7 tháng 5 năm 2023                   | Anh hùng xuất sắc nhất                                                                          | Tom Cruise | Đề cử     | [ 77 ]          |
| Giải Điện ảnh và Truyền hình của MTV                       | 7 tháng 5 năm 2023                   | Best Duo                                                                                        | Tom Cruise và Miles Teller | Đề cử     | [ 77 ]          |
| Giải Điện ảnh và Truyền hình của MTV                       | 7 tháng 5 năm 2023                   | Bài hát hay nhất                                                                                | Lady Gaga cho "Hold My Hand" | Đề cử     | [ 77 ]          |
| Giải Điện ảnh và Truyền hình của MTV                       | 7 tháng 5 năm 2023                   | Bài hát hay nhất                                                                                | OneRepublic cho "I Ain't Worried" | Đề cử     | [ 77 ]          |
| Giải thưởng của Ủy ban Quốc gia về phê bình điện ảnh       | 8 tháng 12 năm 2022                  | Phim hay nhất                                                                                   | Phi công siêu đẳng Maverick | Đoạt giải | [ 78 ]          |
| Giải thưởng của Ủy ban Quốc gia về phê bình điện ảnh       | 8 tháng 12 năm 2022                  | Thành tựu nổi bật trong Quay phim                                                               | Claudio Miranda | Đoạt giải | [ 78 ]          |
| Giải thưởng của Hiệp hội phê bình phim New York            | 2 tháng 12 năm 2022                  | Quay phim xuất sắc nhất                                                                         | Claudio Miranda | Đoạt giải | [ 79 ]          |
| New York Film Critics Online Awards                        | 11 tháng 12 năm 2022                 | Phim hay nhất của năm                                                                           | Phi công siêu đẳng Maverick | Đoạt giải | [ 80 ]          |
| Giải thưởng Nickelodeon Kids' Choice                       | 4 tháng 3 năm 2023                   | Phim được yêu thích nhất                                                                        | Phi công siêu đẳng Maverick | Đề cử     | [ 81 ]          |
| Giải thưởng Nickelodeon Kids' Choice                       | 4 tháng 3 năm 2023                   | Diễn viên điện ảnh được yêu thích nhất                                                          | Tom Cruise | Đề cử     | [ 81 ]          |
| Giải thưởng Nickelodeon Kids' Choice                       | 4 tháng 3 năm 2023                   | Bài hát được yêu thích nhất                                                                     | OneRepublic cho "I Ain't Worried" | Đề cử     | [ 81 ]          |
| Giải thưởng của Hiệp hội phê bình phim trực tuyến          | 23 tháng 1 năm 2023                  | Phim hay nhất                                                                                   | Phi công siêu đẳng Maverick | Hạng 7    | [ 82 ] [ 83 ]   |
| Giải thưởng của Hiệp hội phê bình phim trực tuyến          | 23 tháng 1 năm 2023                  | Quay phim xuất sắc nhất                                                                         | Claudio Miranda | Đoạt giải | [ 82 ] [ 83 ]   |
| Giải thưởng của Hiệp hội phê bình phim trực tuyến          | 23 tháng 1 năm 2023                  | Dựng phim xuất sắc nhất                                                                         | Eddie Hamilton | Đề cử     | [ 82 ] [ 83 ]   |
| Giải thưởng của Hiệp hội phê bình phim trực tuyến          | 23 tháng 1 năm 2023                  | Hiệu ứng hình ảnh xuất sắc nhất                                                                 | Phi công siêu đẳng Maverick | Đề cử     | [ 82 ] [ 83 ]   |
| Giải thưởng của Hiệp hội phê bình phim trực tuyến          | 23 tháng 1 năm 2023                  | Stunt Coordination                                                                              | Phi công siêu đẳng Maverick | Đoạt giải | [ 82 ] [ 83 ]   |
| People's Choice Awards                                     | 6 tháng 12 năm 2022                  | Movie of 2022                                                                                   | Phi công siêu đẳng Maverick | Đề cử     | [ 84 ]          |
| People's Choice Awards                                     | 6 tháng 12 năm 2022                  | Action Movie of 2022                                                                            | Phi công siêu đẳng Maverick | Đoạt giải | [ 84 ]          |
| People's Choice Awards                                     | 6 tháng 12 năm 2022                  | Male Movie Star of 2022                                                                         | Tom Cruise | Đề cử     | [ 84 ]          |
| People's Choice Awards                                     | 6 tháng 12 năm 2022                  | Male Movie Star of 2022                                                                         | Miles Teller | Đề cử     | [ 84 ]          |
| People's Choice Awards                                     | 6 tháng 12 năm 2022                  | Action Movie Star of 2022                                                                       | Tom Cruise | Đề cử     | [ 84 ]          |
| People's Choice Awards                                     | 6 tháng 12 năm 2022                  | Song of 2022                                                                                    | Lady Gaga cho "Hold My Hand" | Đề cử     | [ 84 ]          |
| Producers Guild of America Awards                          | 25 tháng 2 năm 2023                  | Outstanding Producer of Theatrical Motion Pictures                                              | Jerry Bruckheimer, Tom Cruise, Christopher McQuarrie và David Ellison | Đề cử     | [ 85 ] [ 86 ]   |
| San Diego Film Critics Society Awards                      | 6 tháng 1 năm 2023                   | Best Sound Design                                                                               | Phi công siêu đẳng Maverick | Đoạt giải | [ 87 ] [ 88 ]   |
| San Diego Film Critics Society Awards                      | 6 tháng 1 năm 2023                   | Hiệu ứng hình ảnh xuất sắc nhất                                                                 | Phi công siêu đẳng Maverick | Đề cử     | [ 87 ] [ 88 ]   |
| San Francisco Bay Area Film Critics Circle Awards          | 9 tháng 1 năm 2023                   | Quay phim xuất sắc nhất                                                                         | Claudio Miranda | Đề cử     | [ 89 ] [ 90 ]   |
| San Francisco Bay Area Film Critics Circle Awards          | 9 tháng 1 năm 2023                   | Biên tập phim xuất sắc nhất                                                                     | Eddie Hamilton | Đề cử     | [ 89 ] [ 90 ]   |
| Satellite Awards                                           | 3 tháng 3 năm 2023                   | Best Motion Picture – Drama                                                                     | Phi công siêu đẳng Maverick | Đoạt giải | [ 91 ] [ 92 ]   |
| Satellite Awards                                           | 3 tháng 3 năm 2023                   | Đạo diễn xuất sắc nhất                                                                          | Joseph Kosinski | Đề cử     | [ 91 ] [ 92 ]   |
| Satellite Awards                                           | 3 tháng 3 năm 2023                   | Best Actor in a Motion Picture – Drama                                                          | Tom Cruise | Đề cử     | [ 91 ] [ 92 ]   |
| Satellite Awards                                           | 3 tháng 3 năm 2023                   | Best Adapted Screenplay                                                                         | Peter Craig, Ehren Kruger, Justin Marks, Christopher McQuarrie, and Eric Warren Singer | Đề cử     | [ 91 ] [ 92 ]   |
| Satellite Awards                                           | 3 tháng 3 năm 2023                   | Quay phim xuất sắc nhất                                                                         | Claudio Miranda | Đoạt giải | [ 91 ] [ 92 ]   |
| Satellite Awards                                           | 3 tháng 3 năm 2023                   | Dựng phim xuất sắc nhất                                                                         | Eddie Hamilton | Đề cử     | [ 91 ] [ 92 ]   |
| Satellite Awards                                           | 3 tháng 3 năm 2023                   | Best Original Score                                                                             | Harold Faltermeyer, Lady Gaga, Hans Zimmer, and Lorne Balfe | Đề cử     | [ 91 ] [ 92 ]   |
| Satellite Awards                                           | 3 tháng 3 năm 2023                   | Ca khúc gốc trong phim xuất sắc nhất                                                            | Lady Gaga and BloodPop cho "Hold My Hand" | Đoạt giải | [ 91 ] [ 92 ]   |
| Satellite Awards                                           | 3 tháng 3 năm 2023                   | Best Sound                                                                                      | Mark Weingarten, James H. Mather, and Al Nelson | Đoạt giải | [ 91 ] [ 92 ]   |
| Satellite Awards                                           | 3 tháng 3 năm 2023                   | Hiệu ứng hình ảnh xuất sắc nhất                                                                 | Scott R. Fisher, Ryan Tudhope, Seth Hill, and Bryan Litson | Đề cử     | [ 91 ] [ 92 ]   |
| Satellite Awards                                           | 3 tháng 3 năm 2023                   | Stunt Performance Award                                                                         | Casey O'Neill | Đoạt giải | [ 91 ] [ 92 ]   |
| Saturn Awards                                              | 25 tháng 10 năm 2022                 | Best Action/Adventure Film                                                                      | Phi công siêu đẳng Maverick | Đoạt giải | [ 93 ] [ 94 ]   |
| Saturn Awards                                              | 25 tháng 10 năm 2022                 | Best Actor in a Film                                                                            | Tom Cruise | Đoạt giải | [ 93 ] [ 94 ]   |
| Saturn Awards                                              | 25 tháng 10 năm 2022                 | Best Film Direction                                                                             | Joseph Kosinski | Đề cử     | [ 93 ] [ 94 ]   |
| Saturn Awards                                              | 25 tháng 10 năm 2022                 | Biên tập phim xuất sắc nhất                                                                     | Eddie Hamilton | Đoạt giải | [ 93 ] [ 94 ]   |
| Saturn Awards                                              | 25 tháng 10 năm 2022                 | Best Film Visual/Special Effects                                                                | Scott R. Fisher and Ryan Tudhope | Đề cử     | [ 93 ] [ 94 ]   |
| Screen Actors Guild Awards                                 | 26 tháng 2 năm 2023                  | Outstanding Performance by a Stunt Ensemble in a Motion Picture                                 | Phi công siêu đẳng Maverick | Đoạt giải | [ 95 ]          |
| Seattle Film Critics Society Awards                        | 17 tháng 1 năm 2023                  | Phim xuất sắc nhất                                                                              | Phi công siêu đẳng Maverick | Đề cử     | [ 96 ] [ 97 ]   |
| Seattle Film Critics Society Awards                        | 17 tháng 1 năm 2023                  | Đạo diễn xuất sắc nhất                                                                          | Joseph Kosinski | Đề cử     | [ 96 ] [ 97 ]   |
| Seattle Film Critics Society Awards                        | 17 tháng 1 năm 2023                  | Best Actor in a Leading Role                                                                    | Tom Cruise | Đề cử     | [ 96 ] [ 97 ]   |
| Seattle Film Critics Society Awards                        | 17 tháng 1 năm 2023                  | Best Ensemble Cast                                                                              | Denise Chamian | Đề cử     | [ 96 ] [ 97 ]   |
| Seattle Film Critics Society Awards                        | 17 tháng 1 năm 2023                  | Best Action Choreography                                                                        | Phi công siêu đẳng Maverick | Đề cử     | [ 96 ] [ 97 ]   |
| Seattle Film Critics Society Awards                        | 17 tháng 1 năm 2023                  | Quay phim xuất sắc nhất                                                                         | Claudio Miranda | Đoạt giải | [ 96 ] [ 97 ]   |
| Seattle Film Critics Society Awards                        | 17 tháng 1 năm 2023                  | Biên tập phim xuất sắc nhất                                                                     | Eddie Hamilton | Đề cử     | [ 96 ] [ 97 ]   |
| Seattle Film Critics Society Awards                        | 17 tháng 1 năm 2023                  | Hiệu ứng hình ảnh xuất sắc nhất                                                                 | Ryan Tudhope, Scott R. Fisher, Seth Hill, and Bryan Litson | Đề cử     | [ 96 ] [ 97 ]   |
| Set Decorators Society of America Awards                   | 14 tháng 2 năm 2023                  | Best Achievement in Decor/Design of a Contemporary Feature Film                                 | Jan Pascale and Jeremy Hindle | Đoạt giải | [ 98 ] [ 99 ]   |
| Society of Composers & Lyricists Awards                    | 15 tháng 2 năm 2023                  | Outstanding Original Song for a Dramatic or Documentary Visual Media Production                 | Lady Gaga and BloodPop cho "Hold My Hand" | Đề cử     | [ 100 ]         |
| St. Louis Film Critics Association Awards                  | 18 tháng 12 năm 2022                 | Phim hành động hay nhất                                                                         | Phi công siêu đẳng Maverick | Đoạt giải | [ 101 ] [ 102 ] |
| St. Louis Film Critics Association Awards                  | 18 tháng 12 năm 2022                 | Quay phim xuất sắc nhất                                                                         | Claudio Miranda | Đề cử     | [ 101 ] [ 102 ] |
| St. Louis Film Critics Association Awards                  | 18 tháng 12 năm 2022                 | Hiệu ứng hình ảnh xuất sắc nhất                                                                 | Ryan Tudhope, Scott R. Fisher, Seth Hill, and Bryan Litson | Đề cử     | [ 101 ] [ 102 ] |
| St. Louis Film Critics Association Awards                  | 18 tháng 12 năm 2022                 | Dựng phim xuất sắc nhất                                                                         | Eddie Hamilton | Đề cử     | [ 101 ] [ 102 ] |
| St. Louis Film Critics Association Awards                  | 18 tháng 12 năm 2022                 | Best Soundtrack                                                                                 | Top Gun: Maverick | Đề cử     | [ 101 ] [ 102 ] |
| St. Louis Film Critics Association Awards                  | 18 tháng 12 năm 2022                 | Best Scene                                                                                      | "Iceman/Maverick visit" | Á quân    | [ 101 ] [ 102 ] |
| Visual Effects Society Awards                              | 15 tháng 2 năm 2023                  | Outstanding Visual Effects in a Photoreal Feature                                               | Ryan Tudhope, Paul Molles, Seth Hill, Bryan Litson, and Scott Fisher | Đề cử     | [ 103 ]         |
| Visual Effects Society Awards                              | 15 tháng 2 năm 2023                  | Outstanding Compositing and Lighting in a Feature                                               | Saul Davide Galbiati, Jean-Freceric Veilleux, Felix B. Lafontaine, and Cynthia Rodriguez del Castillo | Đề cử     | [ 103 ]         |
| Visual Effects Society Awards                              | 15 tháng 2 năm 2023                  | Outstanding Model in a Photoreal or Animated Project                                            | Christian Peck, Klaudio Ladavac, Aram Jung, and Peter Dominik for "F-14 Tomcat" | Đề cử     | [ 103 ]         |
| Washington D.C. Area Film Critics Association Awards       | 12 tháng 12 năm 2022                 | Best Film                                                                                       | Phi công siêu đẳng Maverick | Đề cử     | [ 104 ]         |
| Washington D.C. Area Film Critics Association Awards       | 12 tháng 12 năm 2022                 | Nam diễn viên xuất sắc nhất                                                                     | Tom Cruise | Đề cử     | [ 104 ]         |
| Washington D.C. Area Film Critics Association Awards       | 12 tháng 12 năm 2022                 | Quay phim xuất sắc nhất                                                                         | Claudio Miranda | Đoạt giải | [ 104 ]         |
| Washington D.C. Area Film Critics Association Awards       | 12 tháng 12 năm 2022                 | Dựng phim xuất sắc nhất                                                                         | Eddie Hamilton | Đoạt giải | [ 104 ]         |
| World Soundtrack Awards                                    | 22 tháng 10 năm 2022                 | Best Original Song Written Directly for a Film                                                  | BloodPop and Lady Gaga cho "Hold My Hand" | Đề cử     | [ 105 ] [ 106 ] |
| Writers Guild of America Awards                            | 5 tháng 3 năm 2023                   | Best Adapted Screenplay                                                                         | Ehren Kruger, Eric Warren Singer, and Christopher McQuarrie | Đề cử     | [ 107 ]         |